# 2015年2月中國大陸

## 2月1日
- 推进“一带一路”建设工作会议在北京召开，张高丽主持会议，王沪宁出席[1][2]。

## 2月2日
- 省部级主要领导干部学习贯彻十八届四中全会精神全面推进依法治国专题研讨班在中央党校开班。习近平在开班式上发表讲话，强调各级领导干部在推进依法治国方面肩负着重要责任，全面依法治国必须抓住领导干部这个“关键少数”[3][4][5][6]。
- 2月2日是第十九个“世界湿地日”， 2015年世界湿地日活动启动仪式在杭州举行[7]。国家林业局副局长张永利介绍，到2020年，中国湿地保有量力争达到8亿亩以上，自然湿地保护率达到55%[8][9][10]。
- 《中国教育报》刊发教育部长袁贵仁的署名文章称：“不断推进马克思主义学术话语体系创新，坚决抵制那些传播西方错误观点的教材进入我们的大学，打造以马克思主义为指导的教材体系，为壮大主流意识形态提供坚实支撑。”[11]

## 2月4日
- 2015年春运大幕2月4日正式开启，将持续至3月16日，为期40天[12][13][14]。
- 10时56分，台湾复兴航空一架ATR72轻型民航客机在执飞台北至金门航线时失事，坠于台北市与新北市交界处的基隆河。机上共有58人，其中31人为大陆游客[15][16][17]。
- 下午，中央巡视工作领导小组成员、办公室主任黎晓宏向联通党组书记、董事长常小兵传达了中共中央总书记习近平关于巡视工作的重要讲话精神，中央第八巡视组组长宁延令、副组长丁伯东反馈了专项巡视情况。中央巡视组通报联通等6单位问题：联通有领导搞权色交易；神华有人制造煤田火点，谎报灭火项目，领导借煤炭政策价差谋私利[18]。

## 2月5日
- 中国人民银行决定下调金融机构人民币存款准备金率0.5个百分点[19][20]。

## 2月9日
- 中共中央印发了《关于加强社会主义协商民主建设的意见》[21][22][23]。
- 上海证券交易所首个股票期权产品上证50ETF期权合约揭牌上市，境内资本市场进入了全新的期权时代[24][25]。
- 经最高人民法院核准，并遵照最高人民法院院长签发的执行死刑命令[26]，湖北省咸宁市中级人民法院依法对犯组织、领导、参加黑社会性质组织、故意杀人等罪的罪犯刘汉、刘维、唐先兵、张东华、田先伟执行死刑[27][28][29]。

## 2月10日
- 姚明、申雪、赵宏博、张虹、李妮娜、侯斌接受了北京冬奥申委颁发的聘书，正式成为北京申办冬奥会形象大使[30][31][32]。

## 2月12日
- 12日21时43分许，一辆福建牌照的丰田轿车撞击了美国驻上海总领事馆边门护栏后停车，致一名执勤武警受轻伤。警方透露，肇事男子名叫刘道杰，35岁，是福建三明市建宁县人。据刘道杰交代，自己在当地公司开得很大，总感到有人要追杀他，所以要制造事情引起重视[33][34][35]。

## 2月14日
- 中华人民共和国国务院印发《关于加快发展服务贸易的若干意见》，首次全面提出服务贸易发展的战略目标和主要任务[36][37][38]。

## 2月17日
- 中共中央、国务院在人民大会堂举行2015年春节团拜会。中共中央总书记、国家主席、中央军委主席习近平发表讲话，代表党中央、国务院，向全国各族人民，向香港特别行政区同胞、澳门特别行政区同胞、台湾同胞和海外侨胞拜年[39][40]。
- 最高人民检察院经审查决定，依法对全国政协原副主席苏荣以涉嫌受贿罪立案侦查并采取强制措施。此前一天，中纪委宣布苏荣严重违纪违法，被开除党籍和公职。此外，中纪委还宣布3名官员被“双开”，包括广东省政协原主席朱明国；中共山东省委原常委、济南市委原书记王敏；中共山西省委原常委、太原市委原书记陈川平。加上2月13日公布的3名被“双开”的天津市政协原副主席、市公安局原局长武长顺，黑龙江省人大常委会原副主任隋凤富，河南省人大常委会原党组书记、副主任秦玉海，春节假期前5天内，已有7名省部级及以上官员被“双开”[41]。

## 2月28日
- 全国精神文明建设工作表彰暨学雷锋志愿服务大会在北京举行，中共中央政治局常委、中央文明委主任刘云山出席并讲话[42][43][44]
- 中共中央总书记、国家主席、中央军委主席习近平下午在北京亲切会见第四届全国文明城市、文明村镇、文明单位和未成年人思想道德建设工作先进代表，并发表重要讲话。他强调，人民有信仰，民族有希望，国家有力量。实现“中华民族伟大复兴的中国梦”，物质财富要极大丰富，精神财富也要极大丰富[45][46]。
- 备受关注的安徽省原副省长倪发科受贿、巨额财产来源不明案在山东省东营市中级人民法院宣判[47]。这个自称被“疯狂的石头绊倒”的省部级高官，一审因犯受贿罪被判15年、因犯巨额财产来源不明罪被判4年，数罪并罚决定执行17年有期徒刑，没收个人财产100万元，非法所得1800余万元依法上缴国库[48][49][50]。